# Doryodes acutaria
Doryodes acutaria är en fjärilsart som beskrevs av Herrich-Schäffer 1856. Doryodes acutaria ingår i släktet Doryodes och familjen nattflyn. Inga underarter finns listade i Catalogue of Life.